# Masái
Los masáis son un pueblo indígena que vive en el Territorio Masái, mismo que se localiza entre Kenia meridional y  Tanzania septentrional. Su población se estima en 1 000 000 de personas.
Hablan maa, que es una lengua nilótica oriental así como suajili e inglés. La mayoría de las personas masái mantienen su religión tradicional, aunque en los últimos años algunos se han convertido al cristianismo.
Antes de la colonización se dedicaban a la depredación. Ahora, son pastores nómadas de bóvidos, ovejas y cabras, alrededor de los cuales gira su riqueza económica.
Viven en asentamientos llamados "boma" o "enkai", círculos de cabañas hechas de ramas y rodeadas de paja para encerrar a los animales y protegerse del ataque de animales. Su vida cultural está llena de celebraciones, que empiezan con el nacimiento. Los maasái dividen los grupos de edad en niñez, guerrero menor (moran), guerrero mayor, adulto menor y adulto mayor. Cada generación de hombres constituye un grupo que pasa sucesivamente por cada grado de edad. Después de la circuncisión, los chicos acontecen hombres y guerreros menores. Antiguamente, para convertirse en adulto, tenían que pasar una prueba que consistía en cazar un león. Hoy se ha perdido la tradición porque los leones son considerados especie protegida.
El sistema político maasái es descentralizado; se convocan reuniones de ancianos y discusiones públicas para decidir sobre los asuntos más generales. Todavía se impone la importancia que tiene para ellos el rebaño. Su religión se centra alrededor de creencias místicas referentes a los maasái, a su rebaño, y a Dios. Las vacas son sagradas, y también lo es su tierra y todos los elementos que giran alrededor del rebaño. El rebaño provee de todas las necesidades a los masáis: leche, sangre y carne para la dieta, cuero y pieles para su ropa.
Hablan el idioma masái, una lengua que pertenece a la rama oriental del subgrupo nilótico, y forma parte del grupo de lenguas sudánicas orientales pertenecientes a las lenguas niloticosaharianas. Aun así, usan el suajili como lengua oficial

## Formas de vida
- Está formada por más de 1 000 000 de personas que habitan en África en el Territorio masái, mismo que quedó en los límites de las actuales Kenia y Tanzania.[3] Hay cinco clanes diferentes: los il-makesen, los il-molelian, los il-aiser, los il-taarrosero, y los il-ikumai. Se rigen por la salida y la puesta del Sol, y las estaciones.

- Se alimentan de mantequilla, carne de cabras y antílopes, leche de vaca y sangre de animales. La sangre de buey mezclada con leche es utilizada como medicina, la cual recogen en calabazas, y utilizan cuando están agotados y muy cansados

- Para cazar, utilizan flechas con punta de madera, las cuales afilan o no, dependiendo de que profundo quieren que penetre

- También utilizan cuerdas de cuero.

Viven en poblados llamados enkang, formados por casas en forma de iglú que no superan el metro y medio de altura, denominadas bomas. Estas tienen una estructura a base de ramas y  están construidas con paja y excrementos de vaca. El poblado está protegido por una valla hecha de troncos y ramas. Dentro del campamento, también construyen otra valla para mantener el ganado.
Se visten con tejidos de algodón de tonos rojos y lilas. Son mantas delgadas que envuelven al cuerpo.

## Estructura social

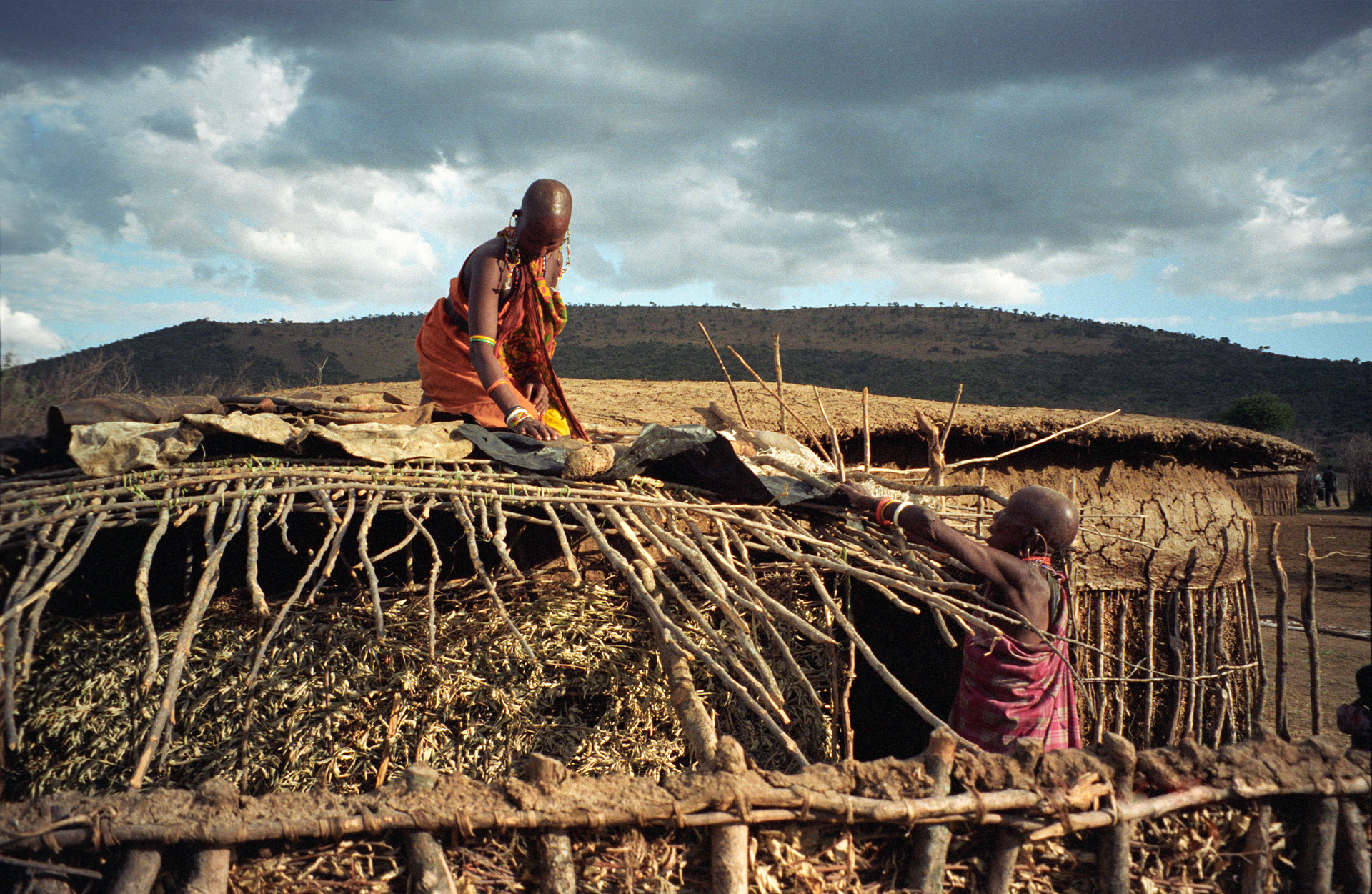
Mujeres masáis reparando una casa a finales del siglo XX

La sociedad dentro de la tribu se divide en tres grupos según las edades: niños y niñas, jóvenes y adolescentes, adultos. Los adultos también se dividen según sí son hombres o mujeres y si tienen hijos o no. 
El trabajo de los niños es de vigilar el ganado, mientras que las mujeres ordeñan los animales. También barren y limpian las casas y el campamento, y cuando el sol agrieta el techo de las casas le dan un revestimiento nuevo. El tiempo que les sobra, lo utilizan en hacer collares y adornos con perlas de colores. 
Hay una persona llamada “Laibon” o profeta, que es el intermediario entre la divinidad, Ngai (también pueden encontrarse las grafías Enkai, Nkai, Engai), y el pueblo masái. Su cargo es hereditario y limitado a un reducido linaje. Actúa como juez y también predice el futuro. Preside las ceremonias, asegura la fertilidad y autoriza las guerras y trae la lluvia. Otro trabajo importante que tienen es aconsejar a los moran.
Los masáis se describen como una tribu guerrera. Dentro de la tribu, están los “moran”, que se dedican exclusivamente a luchar y a robar (básicamente ganado). Son una comunidad propia que lo comparte todo. Sus madres les hacen compañía y les cocinan la comida durante el día, mientras que, por la noche, son sustituidas por sus amantes. Entre los 14 y 20 años de esta vida, les está permitido casarse, excepto si algún sabio les da un permiso especial debido a su valor.
A los moran, les está prohibido, por tradición, beber alcohol o inhalar tabaco por la nariz. El único estimulante que les está permitido es la corteza del árbol de la mimosa, que mastican antes de entrar en batalla.

## Creencias y costumbres

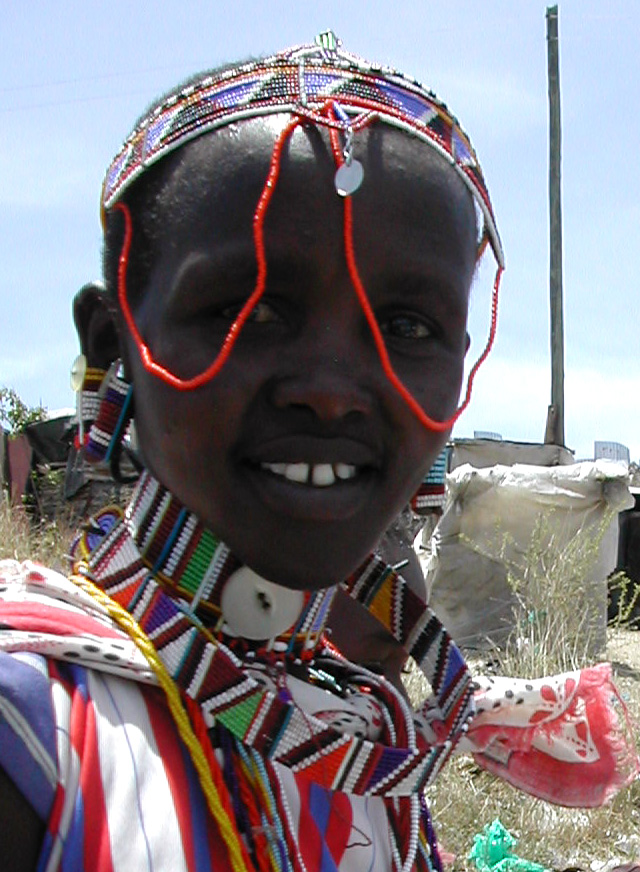
Mujer masái con tocado y vestido tradicional.

La religión de los masáis es monoteísta. El nombre del dios masái es Enkai («el único en el cielo» en lengua maa) Enkai tiene dos tipos de manifestaciones, Enkai Narok o Enkai negro y Enkai Naado o Enkai rojo. Enkai Narok es una forma del dios benévola que proveé de las necesidades al pueblo masái y lo protege. En tanto Enkai Naado es un dios enojado que puede causar calamidades.
La hierba es un elemento sagrado. Por eso, cuando un niño está a punto de ser golpeado por un adulto, se puede salvar de la paliza si consigue arrancar un puñado de hierba. En la ablación de las mujeres, se les echa un poco de hierba en la cabeza. Según sus creencias, muy pocas personas son merecedoras de la vida eterna, y los cadáveres, generalmente, se dejan para que se los coman los carroñeros. Aun así, a veces los cadáveres de grandes personas son enterrados en una tumba a poca profundidad, con la cabeza inclinada hacia la casa, depositando en su lado hierba, un bastón y unas sandalias nuevas. Los “Laibon” reciben una tumba bajo una pila de piedras. Los creyentes, cuando pasan por el lado echan otra piedra. 
Nunca se habla de los muertos, y cuando se quiere hacer referencia a ellos, se utiliza un sinónimo o apodo. Como que se cree que una casa queda contaminada si adentro muere una persona, los enfermos que se han echado de casa son expulsados de la tribu y quedan en medio del campo para ser devorados por las hienas, aunque estén plenamente conscientes. 
Los jóvenes moran sufren una ceremonia de iniciación; se conoce por el nombre de grupos de la circuncisión derecha y circuncisión izquierda. El candidato va con la cabeza afeitada y muy limpia. El ritual incluye el sacrificio de un buey. El día siguiente, el joven corta un árbol que después las chicas plantan junto a su casa. En el tercer día, se levanta temprano y es circuncidado cuando sale él solo.
Después de unos días de convalecencia dentro de su cabaña, sale afuera trayendo un delantal y unos pendientes de mujer, y se divierte lanzando flechas sin punta a las nalgas de las chicas y cazando pájaros para ponérselos en la cabeza, mientras le vuelve a crecer el cabello.
Los iniciados se reúnen para constituir la “manyatta” y los nuevos guerreros empiezan a luchar y a robar ganado en las tribus vecinas. Una costumbre que tienen las mujeres masáis es guarnirse con collares, pulseras y pendientes de perlas de colores, hechos por ellas mismas.
También, todos los masáis, hombres y mujeres, se agrandan el agujero de los pendientes de tal manera que se pueden introducir todo tipo de objetos, como tapones de corcho, colmillos de animales, etc.
Los hombres, por su parte, tienen la costumbre de ir siempre con un palo que los sirve para asustar a los animales si les molestan, o para apoyarse.

## Formas de comunicación colectiva

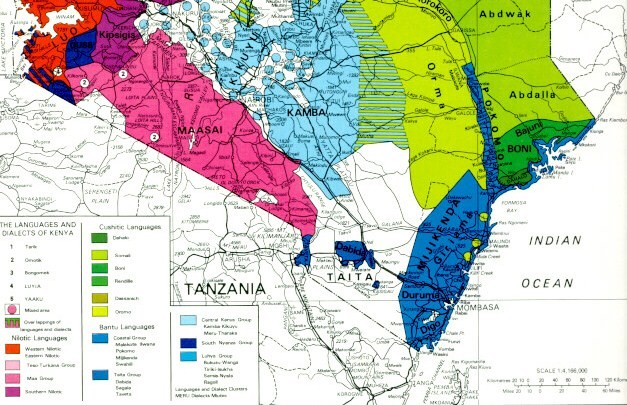
Extensión del idioma masái

Los masáis hablan el idioma masái, pero también como lengua de comunicación exterior el suahili, una lengua propia de Kenia, Tanzania y algunos de los estados de los alrededores. Todos los jefes de las tribus saben hablar el inglés. Con su escritura, pasa lo mismo que con su lengua; ya está desarrollada, pero ellos no la utilizan porque no saben. 
Las danzas son muy frecuentes. Bailan formando círculos. Dos o tres hombres entran en el círculo y saltan siguiendo el ritmo. Con el cuerpo rígido y recto, las manos enganchadas a los lados, las rodillas juntas, y un puñado de hierba fresca pulsada debajo las axilas. Los cuellos de las mujeres oscilan hacia adelante y hacia atrás siguiendo el ritmo de los tambores. Algunas traen hasta una docena de collares.
Dos instrumentos que tienen los masáis y que son muy importantes en algunas de las danzas que hacen, son los tambores y una especie de pianos. Los tambores están hechos de madera, la base, y de piel de animal la plataforma donde pican. En cambio, los pianos están formados, los grandes, por un mediano caparazón de tortuga, vacío por dentro, con una plataforma de madera y unos trozos de hierro puestos de tal manera que cuando se los pulsa, suena una nota musical. La diferencia que tienen los pequeños, es que estos no tienen el caparazón de tortuga.
En los rituales y en las ceremonias, los masáis visten con los mejores tejidos que tienen. Las mujeres se guarnecen con muchos collares, pulseras y pendientes.

## Vivienda
Los masáis viven en asentamientos llamados bomas o enkai que son delimitaciones de territorio temporales para las viviendas y el ganado hechas con cercas de adobe y ramas principalmente de acacia. Dentro, las viviendas llamadas manyatta se construyen con una estructura hecha con ramas de árboles para dar estructura. Una vez hecha se construyen las paredes con adobe, paja, y excrementos a fin de impermeabilizarlas y endurecerlas. Los techos son fabricados con paja e impermeabilizados con excrementos animales. Las paredes interiores son alisadas y posteriormente ahumadas. Suelen contar con diminutos tragaluces, pero sin ventanas con el fin de reducir el daño por corrientes de aire. La entrada a las casas masái es estrecha y curvada con el fin de evitar que animales salvajes entren a ella y mantener la temperatura fresca al interior. Dentro, los masái duermen en una base hecha de una estructura de troncos de árboles pulidos, encima de la que colocan pieles de animales y telas para cubrirse del frío nocturno.
La duración de una vivienda masái es de 5 a 10 años cuando se realizan reparaciones. Debido a sus características, cuando los grupos sociales las abandonas estas no son demolidas sino se degradan naturalmente, sirviendo también como refugio a otras especies animales. Este modelo constructivo ayudó durante siglos a moverse con relativa rapidez entre el gran Territorio masái ante situaciones comunes de las estaciones como sequías que impactan directamente al ganado. A partir de la llegada de colonizadores alemanes e ingleses en el siglo XIX tanto el nomadismo como la propia estructura de la vivienda tradicional se ha visto influenciada modificando tanto el diseño cómo el equipamiento mismo de las viviendas.

## Cultura
Su vida cultural está llena de celebraciones. La versión masái de los grupos de edad consta de infancia, guerrero menor (moran), guerrero mayor, adulto menor y adulto mayor. Tras la circuncisión, los chicos se convierten en guerreros menores. También está extendida la práctica de la ablación a las niñas.
Tanto los hombres como las mujeres lucen vistosas dilataciones en las orejas de hasta un palmo de longitud en la parte inferior del pabellón auricular, y del diámetro de una moneda pequeña en la parte superior, que acostumbran a adornar con maderas y cuentas de colores. La artesanía masái es muy destacable, principalmente en textiles, tallas de madera, abalorios y adornos de hematita. Acostumbran a vestir una tela anudada sobre los hombros de vivos colores, generalmente roja y con diseños geométricos, sobre otras piezas de ropa. Coleccionan un gran número de danzas rituales y cánticos, que efectúan frente a los turistas a cambio de dinero y otros beneficios económicos. Por lo general, no se dejan fotografiar salvo que se les otorgue un pequeño pago como compensación.

## Organización
El sistema político masái está descentralizado; realizan reuniones de ancianos y discusiones públicas para decidir sobre los asuntos más generales. Lo que impera es la importancia del ganado. Algunos de sus representantes han sido vistos en reuniones democráticas en la capital, Nairobi, vistiendo traje, y algunos de los jóvenes acostumbran a jugar al billar y ver la televisión en aldeas cercanas donde no siempre son bien recibidos debido a las diferencias culturales. Su religión se centra en torno a creencias místicas que conciernen a los masáis, a su ganado y a Dios. Las vacas son sagradas y, por tanto, lo son su tierra y todos los otros elementos bonitos; concernientes a su ganado. El ganado provee de todas las necesidades a los masáis: leche, sangre y carne para su dieta (producen una especie de yogur fermentando la leche con sangre de animal), cuero y pieles para su ropa.
Poseen representación en la UNPO.

## Problemática actual

### Problemas territoriales
Los masái habitan el Territorio masái desde el siglo XV, según su tradición oral, cuando emigraron de la zona del Lago Turkana y el Gran Valle del Rift. Debido a la colonización de Alemania e Inglaterra y posteriormente al establecimiento de Kenia como un estado-nación, el Territorio masái se ha visto reducido a través de una serie de despojos tanto de los gobiernos como de terratenientes apoyados por estos últimos. El proceso de despojo y desplazamiento al pueblo masái de su territorio ancestral comenzó en 1896 por el control de los procesos de caza de la fauna de la sabana y de la industria detrás de los safaris.
A causa de un primer contrato en 1904 y un segundo en 1911, las tierras masái en Kenia se redujeron en un 60 %, cuando los británicos los expulsaron para dar tierra a los ranchos de colonos. Posteriormente los recluyeron en los distritos que hoy son Kajiado y Narok. En los años 1940 los masái de Tanzania fueron desplazados de las tierras fértiles entre el Monte Meru y el Monte Kilimanjaro y de la mayoría de las tierras altas fértiles de Ngorongoro. Les arrebataron más tierra para crear reservas de caza y parques nacionales: Amboseli, parque nacional de Nairobi, Masái Mara, Samburu, Lago Nakuru y Tsavo en Kenia; Manyara, Ngorongoro, Tarangire y Serengeti en Tanzania.
Debido a las influencias del mundo exterior es cada vez más difícil para ellos mantener la forma de vida tradicional del pastoreo. Artículos de Garrett Hardin subrayando la “tragedia de las comunes” y de Melville Herskovitz sobre “el complejo del ganado” llevaron a ecologistas y autoridades políticas a pensar que los pastores masái causan daño a las zonas de pastoreo de la sabana. Más tarde, algunos antropólogos demostraron que este concepto era falso, pero todavía está profundamente arraigado en las mentes de ecologistas y funcionarios de Tanzania. Esto motivó a los gobiernos a expulsar a todos los masái del parque nacional de Serengeti y a trasladarlos a zonas dentro y alrededor de la Zona de Conservación de Ngorongoro (NCA). El plan para la NCA fue poner los intereses de los masái encima de todo, pero esta promesa nunca se ha cumplido. Las masái se vieron obligados a adoptar nuevas formas de subsistencia debido al aumento de la población masái, la pérdida de parte de su ganado a causa de enfermedades y la falta de tierras de pastoreo debido a las nuevas fronteras del parque. Muchos masái empezaron a cultivar maíz y otros productos, una práctica con una connotación culturalmente negativa. La agricultura fue introducida por mujeres desplazadas de los wa arashu y wa meru que se habían casado con hombres masái. 
Su situación se complicó cuando en 1975 se prohibió la agricultura en la Zona de Conservación de Ngorongoro. Para sobrevivir se han visto obligados a participar en la economía monetaria de Tanzania. Han tenido que vender sus animales y su medicina tradicional para obtener comida. En 1992 se levantó la prohibición y de nuevo la agricultura se convirtió en una parte importante del sustento masái. Las fronteras de los parques y la privatización de la tierra han continuado limitando las zonas de pastoreo para los masái y les han obligado a cambiar considerablemente.
Recientemente, los masái de Loliondo, al norte de Tanzania, se enfrentan a la amenaza del acoso al que los someten las autoridades locales, responsables  de que se quemen los  poblados.
Los masais están representados desde diciembre de 2004 en la Organización de Naciones y Pueblos No Representados por tres organizaciones, la de las Mujeres Masái para la Educación y el Desarrollo Económico, la Organización para el Desarrollo Integrado Pastoril Mainyoito y la Asociación de Propietarios de Tierra Kitengela Ilparakuo.